# FC Morobe Wawens
El FC Morobe Wawens es un equipo de fútbol de Papúa Nueva Guinea que juega en la Liga Nacional de Fútbol de Papúa Nueva Guinea, la primera división de fútbol en el país.

## Historia
Fue fundado en el año 2017 en la ciudad de Morobe justo antes de que iniciara el torneo de la Liga Nacional de Fútbol de Papúa Nueva Guinea en su edición de 2018, confirmando su participación en enero de ese año.
Su primer partido del torneo lo perdieron 1-2 ante el Madang FC, subcampeón de la edición anterior. El 16 de mayo de 2018 el club aseguró su clasificación a la fase final como tercer lugar de la fase regular, perdiendo la final a finales de mes.
A finales de 2018 tuvieron problemas financieros a causa de problemas con los patrocinadores, pero fueron resueltos con el fin de poder participar en la Liga de Campeones de la OFC 2019, su primer torneo internacional, donde fueron eliminados en la primera ronda.

## Participación en competiciones de la OFC
| Temporada | Torneo                      | Ronda          | Club              | Resultado |
| --------- | --------------------------- | -------------- | ----------------- | --------- |
| 2019      | Liga de Campeones de la OFC | Fase de grupos | AS Central Sport  | 0-7       |
| 2019      | Liga de Campeones de la OFC | Fase de grupos | Lautoka FC        | 0-5       |
| 2019      | Liga de Campeones de la OFC | Fase de grupos | Henderson Eels FC | 0-7       |